# Norelgestromina
Norelgestromina, vendida sob o nome comercial Evra, entre outros, é uma progestina comumente usada em medicamentos anticoncepcionais. É encontrado sempre combinado com um estrogênio, não estando disponível para venda sem associar com outro componente. É produzido na forma de adesivos que são aplicados à pele.